# Otto Sperling (Politiker)
Otto Sperling (* 19. Mai 1902 in Berlin; † 10. Juni 1985 in Haan, Regierungsbezirk Düsseldorf) war ein deutscher Politiker (SPD).
Otto Sperling war ein Sohn eines Beamten und war in Berlin-Treptow aufgewachsen. Er besuchte eine Volksschule und machte eine Lehre als Autoschlosser. 1919 trat er zunächst der Freien sozialistischen Jugend (FSJ) bei, dann beim Kommunistischen Jugendverband Deutschlands (KJD) und schließlich der Kommunistischen Partei Deutschlands (KPD). Er arbeitete bei der Nationalen Automobil-Gesellschaft (NAG) in Berlin-Oberschöneweide, in dieser Zeit besuchte er auch die Ingenieurschule Beuth. 1928 trat er dem Angestelltenverband bei und wurde bald Betriebsrat bei der NAG. Wegen seiner politischen und gewerkschaftlichen Arbeit wurde er 1931 dort entlassen, fand aber schnell eine andere Stelle als Angestellter.
Nach der „Machtergreifung“ der Nationalsozialisten 1933 machte Sperling in der Organisation „Neu Beginnen“ illegale Arbeit und wurde im Oktober 1935 inhaftiert, wo er im KZ Columbia festgehalten wurde. 1936 verhängte das Berliner Kammergericht gegen ihn wegen „Vorbereitung zum Hochverrat“ zu drei Jahren Zuchthaus, die er im Zuchthaus Brandenburg-Görden absitzen musste. Nach seiner Entlassung wurde er dienstverpflichtet.
Nach dem Zweiten Weltkrieg arbeitete Sperling zunächst bei einer Autowerkstatt in Berlin-Spandau und ab 1946 beim Landratsamt Angermünde. Durch die Vereinigung von SPD und KPD wurde er Mitglied der SED und kehrte 1947 nach Berlin zurück. Im folgenden Jahr wechselte er zur SPD und wurde Betriebssekretär. Bei der Berliner Wahl 1958 wurde Sperling in das Abgeordnetenhaus von Berlin gewählt. Da der Bezirksstadtrat Kurt Arnold im Dezember 1960 starb, wählte die Bezirksverordnetenversammlung im Bezirk Steglitz ihn zum neuen Stadtrat für Sozialwesen, daher schied er im Februar 1961 aus dem Parlament aus, sein Nachrücker wurde daraufhin Erich Reinhardt.